# Lee Chiong Giam
Lee Chiong Giam (* um 1942; † 10. März 2021 in Singapur) war ein singapurischer Diplomat.

## Werdegang
1967 trat Lee in den öffentlichen Dienst ein. Er hatte verschiedene Positionen inne, in den Ministerien für Gesundheit und Außenangelegenheiten und bei der People’s Association, einer Regierungsbehörde zur Aufsicht von sozialen Organisationen und Nachbarschaftshilfen. 1979 war Lee Direktor der „Regional and Economic Division“ im singapurer Außenministerium. Von 1982 bis 1989 war er singapurer Hochkommissar für Papua-Neuguinea. Parallel dazu war Lee von 1983 bis 1999 Chief Executive Director der People’s Association.
Von 1997 bis 2005 war Lee singapurischer Hochkommissar für Fidschi. Am 26. Oktober wurde er zum singapurischen Hochkommissar für Pakistan und singapurischer Botschafter in Osttimor ernannt. Die Ämter hatte Lee bis 2014 inne. Sämtliche Posten als diplomatischer Entsandter hatten als Amtssitz Singapur, da das Land in den anderen Ländern nicht über eine Botschaft verfügt.
2015 wurde Lee in den Ruhestand verabschiedet.

## Auszeichnungen
1979 wurde Lee die Public Administration Medal in Silber und 1999 Public Administration Medal in Gold verliehen. Im Mai 2000 folgte der Friend of Labour Award des Singapurer National Trade Union Congress für Lees Verdienste in der Gewerkschaftsbewegung.
2012 erhielt er von Osttimors Präsident José Ramos-Horta die Insígnia des Ordem de Timor-Leste. Außerdem wurde Lee in Singapur mit dem Public Service Star ausgezeichnet.